# Badrain
Badrain is een bestuurslaag in het regentschap West-Lombok van de provincie West-Nusa Tenggara, Indonesië. Badrain telt 3635 inwoners (volkstelling 2010).